# Силд, Сикстен
Сикстен Яанович Силд (р. 19 июня 1964) — советский, позднее эстонский ориентировщик, призёр чемпионата мира по спортивному ориентированию, мастер спорта СССР международного класса.

## Биография
Первым тренером был Тойво Котов, позже Валерий Киселёв. Сикстен Силд до 1990 года на внутренних соревнованиях выступал за Эстонскую ССР.
Был многократным чемпионом Эстонской ССР и СССР.
В 1991 году на чемпионате мира в Чехословакии завоевал бронзовую медаль на длинной дистанции, став первым советским спортсменом-мужчиной – призером мирового первенства по ориентированию. 
После обретения Эстония государственной независимости стала выступать за Эстонию. Но выступления были не столь удачными. Лучшим результатом было 9 место в эстафете в 1999 году. А в индивидуальном зачете лучшим достижением было 10 место на длинной дистанции в 1995 году.
В чемпионате Эстонии (с учётом Эстонской ССР) в 1985—1999 годах завоевал в общей сложности 49 медалей (34 золотых, 5 серебряных и 10 бронзовых).
Участвовал в этапах Кубка мира. Лучший результат — 8 место в 1996 году.
После окончания карьеры спортсмена активно работал в федерации ориентирования Эстонии и в международной федерации. Senior Event Adviser[уточнить] в IOF.

## Семья
Его сыновья — Тимо (1988 г.р.) и Лаури (1990 г.р.) — также ориентировщики. Жена — Сармите Силд (в девичестве Габране), известная в советское время спортсменка ориентировщица из Латвии. Сармите  в девятнадцать лет в августе 1981 года с отрывом в четыре минуты выиграла первый чемпионат СССР и заняла второе место в эстафете в составе сборной Латвийской ССР.

## Образование
Имеет два диплома о высшем образовании:
- Тартуский университет - химия, 1991.
- Карлстадский университет (Швеция) - туризм, 1995.